# Smeeni, Buzău
Smeeni este satul de reședință al comunei cu același nume din județul Buzău, Muntenia, România.

## Personalități
- Chivu Stoica (1908 - 1975), demnitar comunist
- Marius Andruh (15 iulie 1954), academician, doctor în chimie
- Ilie Mirea (28 mai 1904 - 19 ianuarie 1993), publicist, folclorist, dramaturg